# Le Syndicat
Le Syndicat is een gemeente in het Franse departement Vosges in de regio Grand Est. De gemeente maakt deel uit van het arrondissement Épinal en sinds 22 maart 2015 van het op die dag opgerichte kanton La Bresse. Daarvoor was Le Syndicat onderdeel van het kanton Remiremont.

## Geografie
De oppervlakte van Le Syndicat bedraagt 18,2 km², de bevolkingsdichtheid is 99,0 inwoners per km².
De onderstaande kaart toont de ligging van Le Syndicat met de belangrijkste infrastructuur en aangrenzende gemeenten.

## Demografie
Onderstaande figuur toont het verloop van het inwonertal (bron: INSEE-tellingen).